# Yehudi Menuhin

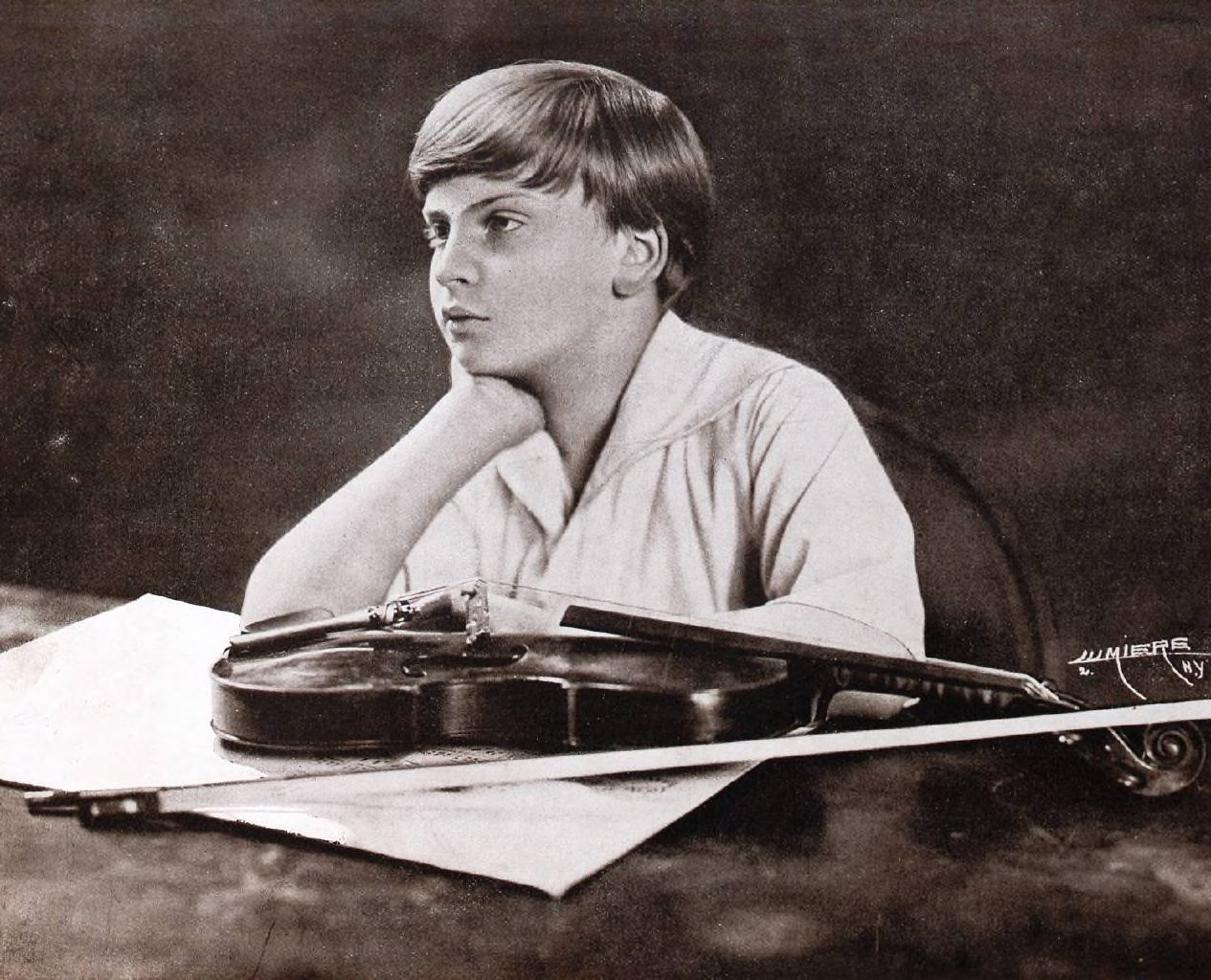
Yehudi Menuhin w wieku 12 lat

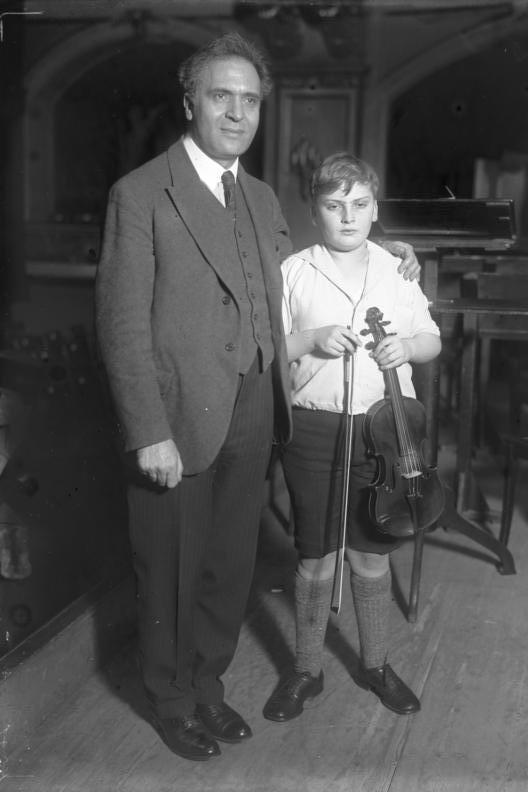
Yehudi Menuhin z Bruno Walterem (1931)

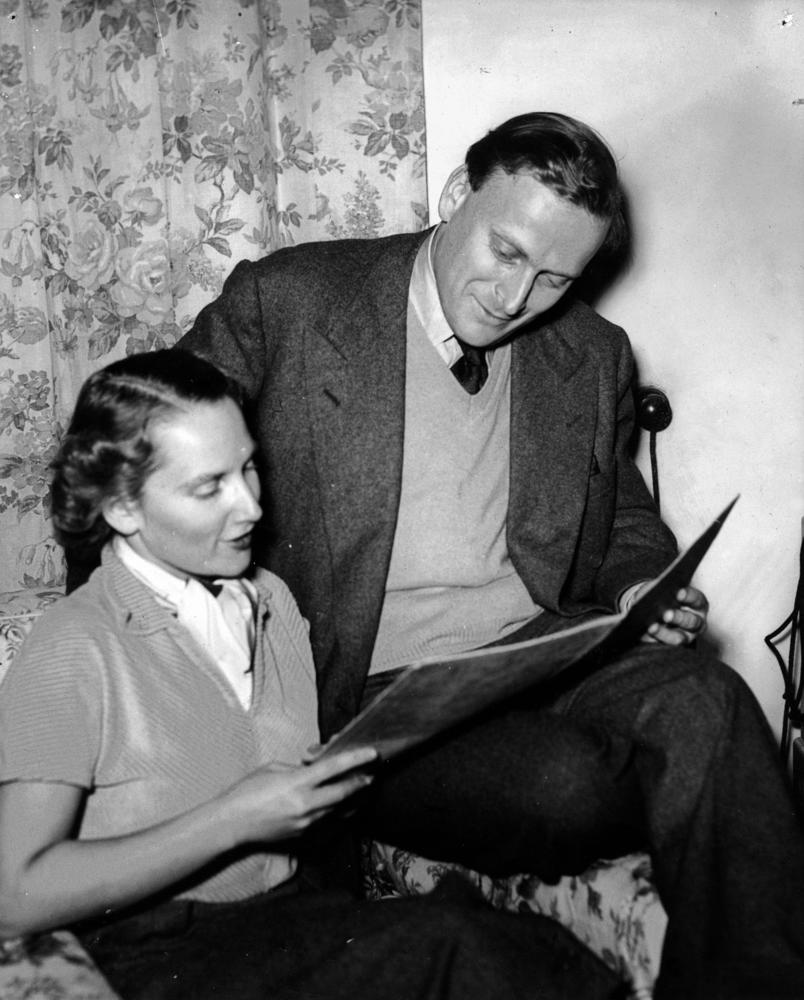
Yehudi Menuhin z siostrą Hephzibah (1951)

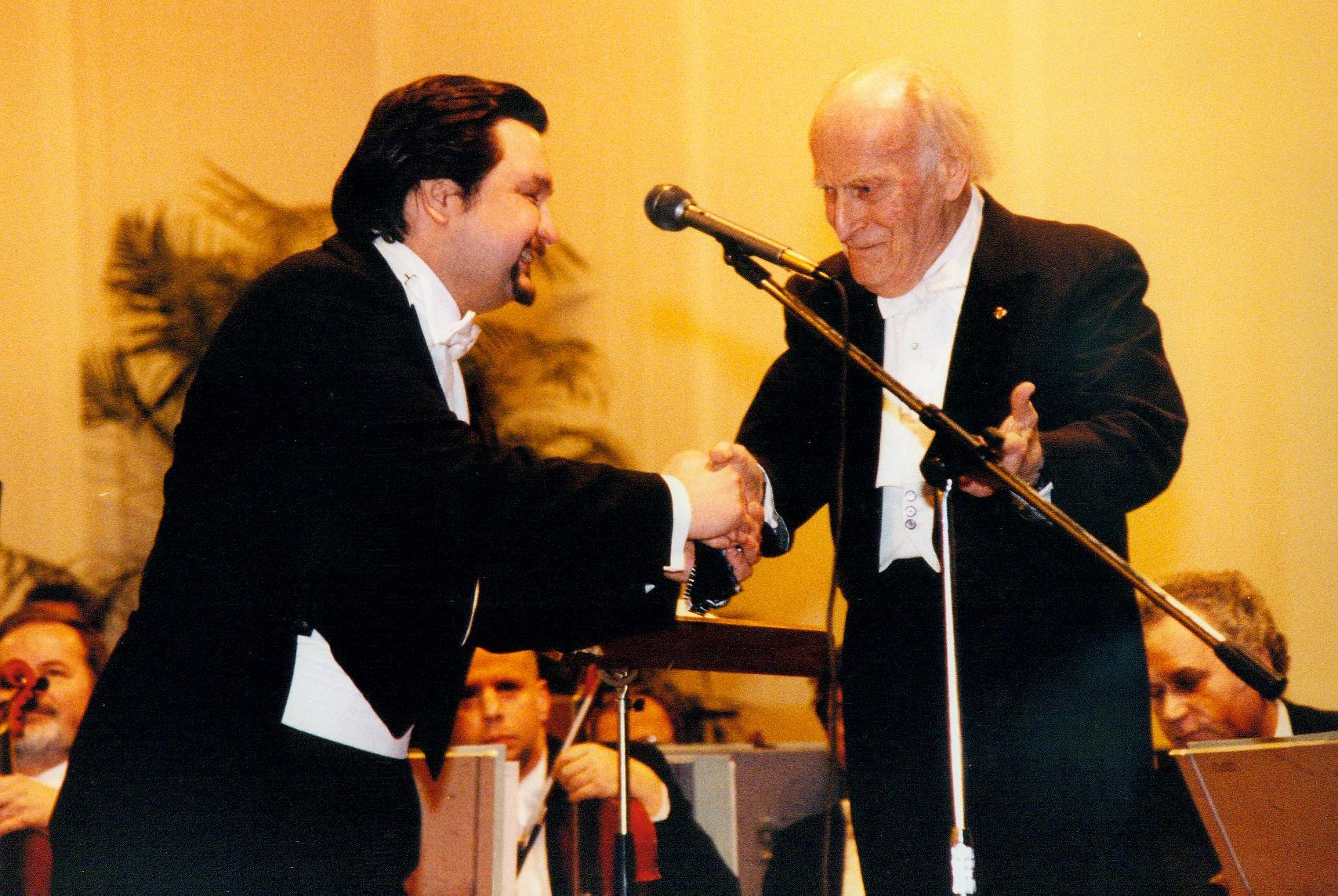
Yehudi Menuhin z Béla Mavrákiem (1999)

Yehudi Menuhin (ur. 22 kwietnia 1916 w Nowym Jorku, zm. 12 marca 1999 w Berlinie) – amerykański wirtuoz skrzypiec oraz dyrygent.

## Życiorys
Pochodził z rodziny żydowskiej. Syn Moshe Menuhina i nauczycielki gry na fortepianie Maruthy Sher. 
Z urodzenia Amerykanin, z wyboru Brytyjczyk. 
Naukę gry na skrzypcach rozpoczął w wieku czterech lat u Sigmunda Ankera w San Francisco, a następnie kontynuował u Louisa Persingera.
Publicznie zadebiutował w wieku siedmiu lat. W wieku ośmiu lat, po raz pierwszy wystąpił w San Francisco, jako solista z towarzyszeniem San Francisco Symphony Orchestra, wykonując niezwykle trudną Symfonię hiszpańską Édouarda Lalo przy akompaniamencie jego pierwszego nauczyciela  – Louisa Persingera. Od 1927 studiował w Paryżu u Georga Enescu, a w latach 1929–1930 u Adolfa Buscha. W Berlinie zadebiutował 6 stycznia 1927 w wieku 12 lat, gdzie po występie z Berlińskimi Filharmonikami pod dyrekcją Bruno Waltera okrzyknięto go złotym dzieckiem. 

Wiem od tej chwili, że jest w niebiosach Bóg

Cudowne dziecko jest czymś zasadniczo anormalnym, jak samo słowo wskazuje. 
On jest jednak po prostu geniuszem, geniuszem – by tak to ująć – w stanie normalnym

Występował główne w Wielkiej Brytanii. Jako skrzypek był obok Jaschy Heifetza legendarnym wykonawcą Henryka Wieniawskiego i Niccola Paganiniego. Wielokrotnie odwiedzał Polskę, w której najchętniej koncertował w Poznaniu, współpracował także z Sinfonią Varsovia, której był pierwszym gościnnym dyrygentem.
W czasie II wojny światowej dał ponad 500 koncertów dla żołnierzy amerykańskich i alianckich oraz koncertował na rzecz Czerwonego Krzyża.
W 1963 założył własną szkołę dla młodzieży pod Londynem w Anglii Yehudi Menuhin School, mającą kształcić nie tylko świetnych muzyków, lecz przede wszystkim, jak mówił istoty otwarte i zrównoważone.
W 1975 jako ówczesny prezydent Międzynarodowej Rady Muzyki działającej przy UNESCO ustanowił 1 października Międzynarodowym Dniem Muzyki. Jego najbardziej znanym uczniem jest Nigel Kennedy. Menuhin to także autor wielu książek, w tym autobiograficznej Unfinished Journey (1977). Za wybitne osiągnięcia w dziedzinie muzyki uhonorowany tytułem szlacheckim. 7 sierpnia 1983 roku wystąpił dla papieża Jana Pawła II w Castel Gandolfo razem z Polską Orkiestrą Kameralną Jerzego Maksymiuka.
Był twórcą i dyrektorem festiwali muzycznych w Gstaad (Szwajcaria), Bath (Anglia) oraz Windsor Festival.
Od pobytu w Indiach w 1952 fascynował się jogą  – filozofią, medytacjami i ćwiczeniami sprawnościowymi. Był uczniem twórcy jogi iyengarowskiej B.K.S. Iyengara.

## Związki z Polską
Jego związki z Polską rozpoczęły się w kwietniu 1984, kiedy przybył na zaproszenie Polskiej Orkiestry Kameralnej, jako solista i dyrygent. By sprostać wymaganiom zaplanowanego wówczas repertuaru do współpracy zaproszono wybitnych muzyków z całego kraju i powiększono skład zespołu do 40 osób. Po pierwszym entuzjastycznie przyjętym koncercie Yehudi Menuhin przyjął propozycję dyrektora Waldemara Dąbrowskiego oraz Franciszka Wybrańczyka i objął funkcję pierwszego gościnnego dyrygenta nowo powstałej orkiestry symfonicznej, która odtąd przyjęła nazwę Sinfonia Varsovia. 

Praca z żadną inną orkiestrą nie dała mi tyle satysfakcji, co moja praca, w charakterze solisty i dyrygenta, z orkiestrą Sinfonia Varsovia

W 1996 roku, z okazji przypadającej 80. rocznicy urodzin Yehudiego Menuhina, orkiestra Sinfonia Varsovia pod jego dyrekcją nagrała komplet symfonii Beethovena oraz Schuberta. Odbyła szereg tournée koncertowych po Europie, a następnie praktycznie po całym świecie (USA, Kanada, Brazylia, Chile, Argentyna, Japonia, Korea, Tajwan, Hongkong), dając łącznie 65 koncertów.

## Nagrody i odznaczenia

### Odznaczenia państwowe
Królowa Elżbieta II nadała mu tytuł Kawalera Komandora Orderu Imperium Brytyjskiego (KBE) w 1965 (przysługujący tej klasie orderu tytuł szlachecki zaczął obowiązywać gdy w 1985 otrzymał obywatelstwo brytyjskie), w 1987 otrzymał Order Zasługi, a w 1993 został odznaczony tytułem barona, czyli godnością para i członkostwem w Izbie Lordów.
Posiadał też holenderski Krzyż Komandorski Orderu Oranje-Nassau, francuskie Order Legii Honorowej II, III i V klasy oraz Krzyż Komandorski Orderu Sztuki i Literatury, grecki Krzyż Wielkiego Komandora Orderu Feniksa, belgijskie Order Leopolda i Order Korony, włoskie Krzyż Wielkiego Oficera i Krzyż Wielki Orderu Zasługi (1983 i 1996), hiszpański Krzyż Wielki Orderu Zasługi Cywilnej (1995), węgierski Krzyż Komandorski z Gwiazdą Orderu Zasługi (1996), niemieckie Krzyż Komandorski i Krzyż Komandorski z Gwiazdą Orderu Zasługi RFN (1956 i 1997), portugalski Krzyż Wielki Orderu św. Jakuba od Miecza (1998).
Uhonorowany obywatelstwem miast: Edynburga, Bath, Reims, Warszawy, a także medalami Paryża i Jerozolimy.
Doktor honoris causa 27 uczelni na całym świecie m.in. Uniwersytetu Oksfordzkiego, Uniwersytetu Cambridge, Uniwersytetu w Bath, Belgijskiego Niderlandzkojęzycznego Uniwersytetu w Brukseli, Narodowego Uniwersytetu w Córdobie, Narodowego Uniwersytetu Muzycznego w Bukareszcie.
Za swoją autobiografię Niedokończona podróż otrzymał w 1972 nagrodę niemieckich krytyków na Międzynarodowych Targach Książki we Frankfurcie.
W 1991 otrzymał izraelską nagrodę Wolfa w dziedzinie sztuki. 
W 1972 został laureatem prestiżowej duńskiej Nagrody Fundacji Muzycznej Léonie Sonning.
W 1968 roku w uznaniu zasług za działania charytatywne otrzymał od Indiry Gandhi Pokojową Nagrodą im. Nehru.

## Życie osobiste
Miał dwie siostry Hephzibah (pianistka) i Yaltah (pianistka, poetka i malarka).
Dwukrotnie żonaty z Nolą Nicholas (od 1938 do 1947), z którą miał dwójkę dzieci: Zamirę i Krova, oraz z primabaleriną Dianą Gould (od 1947 do 1999), z którą miał dwóch synów: Jeremiego (pianistę) i Gerarda.

## Śmierć
Ostatni koncert dał 7 marca 1999 w Düsseldorfie, dyrygując Symfonią nr 3 a-moll Mendelssohna. Zmarł 12 marca 1999 w Berlinie na zawał serca, podczas europejskiej trasy koncertowej z orkiestrą Sinfonią Varsovią. Został pochowany w Londynie. Pogrzeb odbył się zgodnie z obrządkiem judaistycznym.

## Dyskografia
Nagrał ponad pół tysiąca płyt z samym tylko repertuarem skrzypcowym, nie licząc jego dyrygenckich dokonań.
- 1966: West Meets East
- 1968: West Meets East, Volume 2
- 1988: Menuhin And Grappelli Play Gershwin
- 1988: Menuhin & Grappelli Play Berlin, Kern, Porter & Rodgers & Hart
- 1988: Menuhin And Grappelli Play "Jalousie" And Other Great Standards
- 1988: The Very Best of Grappelli & Menuhin
- 1988: Menuhin & Grappelli Play Gershwin
- 1990: Jealousy: Hits Of The Thirties
- 1991: Concert of the Century
- 2009: The Great EMI Recordings Yehudi Menuhin
- 2009: 100 Best Menuhin
- 2012: Bach: Works With Orchestra